# Specialna funkcija
Speciálna fúnkcija je v matematiki posebna funkcija z bolj ali manj ustaljenim imenom in zapisom zaradi svoje pomembnosti v matematični analizi, funkcionalni analizi, fiziki ali na drugih področjih.
Ne obstaja splošna definicija specialnih funkcij, seznam matematičnih funkcij vsebuje tiste, ki so splošno sprejete kot specialne. Še posebej na primer elementarne funkcije tudi veljajo za specialne.